# Kleinmariazellerforst
Kleinmariazellerforst ist ein Ort und eine Katastralgemeinde in der Gemeinde Klausen-Leopoldsdorf im Bezirk Baden in Niederösterreich.
Die ehemalige Ortschaft westlich von Klausen-Leopoldsdorf umfasste die Orte Obergrödl, Riesenbach, Schöpflgitter und Untergrödl.

## Kultur und Sehenswürdigkeiten
- Kriegerdenkmal mit einem monumentalen Kruzifix aus 1988 für die Gefallenen am Schöpfl 1945 an der Straße nach St. Corona am Schöpfl
- Holztriftanlage Klausen-Leopoldsdorf